# هیملی
هیملی (به انگلیسی: Himley) یک روستا و محله مدنی در بریتانیا است که در South Staffordshire واقع شده‌است. هیملی ۴٫۹ کیلومتر مربع مساحت و ۸۰۲ نفر جمعیت دارد.